# Distretto di Kosñipata
Il distretto di Kosñipata è uno dei sei distretti della  provincia di Paucartambo, in Perù. Si trova nella regione di Cusco.